# KSZO Ostrowiec 2015-2016
Questa voce raccoglie le informazioni riguardanti il KSZO Ostrowiec nelle competizioni ufficiali della stagione 2015-2016.

## Organigramma societario
Area direttiva
- Presidente: Iwona Kosiorowska

Area tecnica
- Allenatore: Dariusz Parkitny
- Allenatore in seconda: Rafał Dytkowski

## Rosa
| N° | Nome              | Ruolo | Data di nascita  | Nazionalità sportiva |
| -- | ----------------- | ----- | ---------------- | -------------------- |
| 1  | Roksana Brzózka   | S     | 2 settembre 1993 | Polonia              |
| 2  | Beata Mielczarek  | S     | 12 marzo 1991    | Polonia              |
| 3  | Ewelina Polak     | P     | 17 aprile 1993   | Polonia              |
| 4  | Karolina Bednarek | C     | 31 ottobre 1988  | Polonia              |
| 5  | Dorota Ściurka    | S     | 7 gennaio 1981   | Polonia              |
| 7  | Paulina Szpak     | P     | 11 ottobre 1991  | Polonia              |
| 8  | Kinga Dybek       | S     | 16 dicembre 1994 | Polonia              |
| 9  | Alicja Wójcik     | C     | 10 novembre 1994 | Polonia              |
| 10 | Anna Korabiec     | L     | 11 gennaio 1995  | Polonia              |
| 11 | Angelika Bulbak   | L     | 16 giugno 1991   | Polonia              |
| 14 | Julia Piotrkowska | C     | 23 maggio 1996   | Polonia              |
| 16 | Sandra Szczygioł  | S/O   | 8 dicembre 1989  | Polonia              |
| 17 | Zuzanna Pieczka   | S     | 11 ottobre 1995  | Polonia              |